# Malálag
Malálag  es un municipio filipino de segunda categoría, situado en la parte sudeste de la isla de Mindanao. Forma parte de  la provincia de Dávao del Sur situada en la Región Administrativa de Dávao (en cebuano Rehiyon sa Dabaw), también denominada Región XI. Para las elecciones está encuadrado en el Segundo Distrito Electoral.

## Barrios
El municipio de Malálag se divide, a los efectos administrativos, en 15 barangayes o barrios, conforme a la siguiente relación:
| Barrio         | Población | Hogares | Categoría |
| -------------- | --------- | ------- | --------- |
| Población      | 6,105     | 1,240   | Urbano    |
| Baybay         | 3,483     | 786     | Rural     |
| Bagumbayán     | 2,351     | 455     | Rural     |
| Bolton         | 1,794     | 379     | Rural     |
| Bulacán        | 4,277     | 874     | Rural     |
| Caputián       | 1,756     | 362     | Rural     |
| Ibo            | 1,842     | 410     | Rural     |
| Kiblagón       | 1,228     | 263     | Rural     |
| Lapu-lapu      | 385       | 105     | Rural     |
| Mabini         | 2,268     | 489     | Rural     |
| Nuevo Baclayón | 3,619     | 781     | Rural     |
| Pitu           | 1,960     | 406     | Rural     |
| Rizal          | 1,055     | 243     | Rural     |
| San Isidro     | 1,519     | 327     | Rural     |
| Tagansule      | 1,599     | 359     | Rural     |
|                |           |         |           |
| TOTAL          | 35,241    | 7,479   |           |

## Historia
El actual territorio de la provincia de Dávao del Sur  fue parte de la provincia de Caraga durante la mayor parte del Imperio español en Asia y Oceanía (1520-1898).
A principios del siglo XX la isla de Mindanao se hallaba dividida en siete distritos o provincias.
El Distrito 4º de Dávao, llamado hasta 1858  provincia de Nueva Guipúzcoa, tenía por capital el pueblo de Dávao e incluía la  Comandancia de Mati.
Malálag, tal como entonces se conocía, era un pueblo independiente recientemente segregado de Dávao y contaba con sus visitas de Iberia, Vera, Santa Isabel, La Estrada, Marbella, San Juan, Refugio, Victoria, La Trinidad, Santa María, San Miguel, Alegría, Pilar, Magalibas, Nuin, Bulut y Tumánao.
El barrio de Malálag formaba parte de la provincia de Dávao.
Malálag adquiere la condición de municipio el 28 de mayo de 1953.
Su primer alcalde fue Félix M. Brandares.
El 16 de junio de 1955 fue ampliado su término a costa del de Malita con los barrios de  Basiaguán, Kibulán y los sitios de Kimatay y de Kilalag.
En 1967, la provincia de Dávao se divide en tres provincias: Dávao del Norte, Dávao del Sur y Dávao Oriental.